# Operação Goodwood (naval)
A Operação Goodwood foi uma série de ataques aéreos britânicos realizados no final de agosto de 1944 contra o couraçado alemão Tirpitz em seu ancoradouro no Fiorde de Kå, na Noruega. Foi o último de uma série de ataques feitos pela Frota Doméstica que tinham o objetivo de danificar ou afundar o navio e assim eliminar sua ameaça contra comboios Aliados. Ações anteriores consistiam de apenas um ataque, mas a Operação Goodwood foi planejada para ter vários ataques em uma semana. A Marinha Real Britânica esperava que esses desgastassem as fortes defesas alemãs.
A frota britânica zarpou em 18 de agostou e lançou o primeiro ataque contra o Fiorde de Kå na manhã de 22 de agosto. Este ataque fracassou e um pequeno ataque durante a tarde infligiu poucos danos. Mais ataques ocorreram nos dias 24 e 29, porém também fracassaram. O Tirpitz foi atingido por duas bombas em 24 de agosto, mas estas não causaram danos significativos. Os britânicos perderam dezessete aeronaves, uma fragata foi afundada por um submarino e um porta-aviões de escolta foi danificado. Os alemães sofreram doze aeronaves abatidas e sete embarcações danificadas.
Os repetidos fracassos do Ramo Aeronaval de afundar o Tirpitz fez com que a responsabilidade por afundá-lo passasse para a Força Aérea Real. Três ataques com bombardeiros foram realizados entre setembro e novembro de 1944, com o couraçado sendo primeiro incapacitado e depois afundado. Historiadores consideraram a Operação Goodwood como um fracasso significativo do Ramo Aeronaval e atribuíram esse resultado às deficiências de seus aviões e armamentos.

## Antecedentes
O couraçado alemão Tirpitz representava desde o início de 1942 uma ameaça para os comboios Aliados que transportavam suprimentos pelo Mar da Noruega até a União Soviética. O navio ficava ancorado nos fiordes do litoral da Noruega e era capaz de sobrepujar as forças de escolta designadas para esses comboios. Ele também poderia possivelmente tentar entrar no Oceano Atlântico e atacar comboios viajando para o Reino Unido. Os Aliados, para fazer frente a essas ameaças, precisavam manter uma força poderosa de navios de guerra com a Frota Doméstica britânica, assim navios capitais passaram a acompanhar a maioria dos comboios que seguiam para a União Soviética.

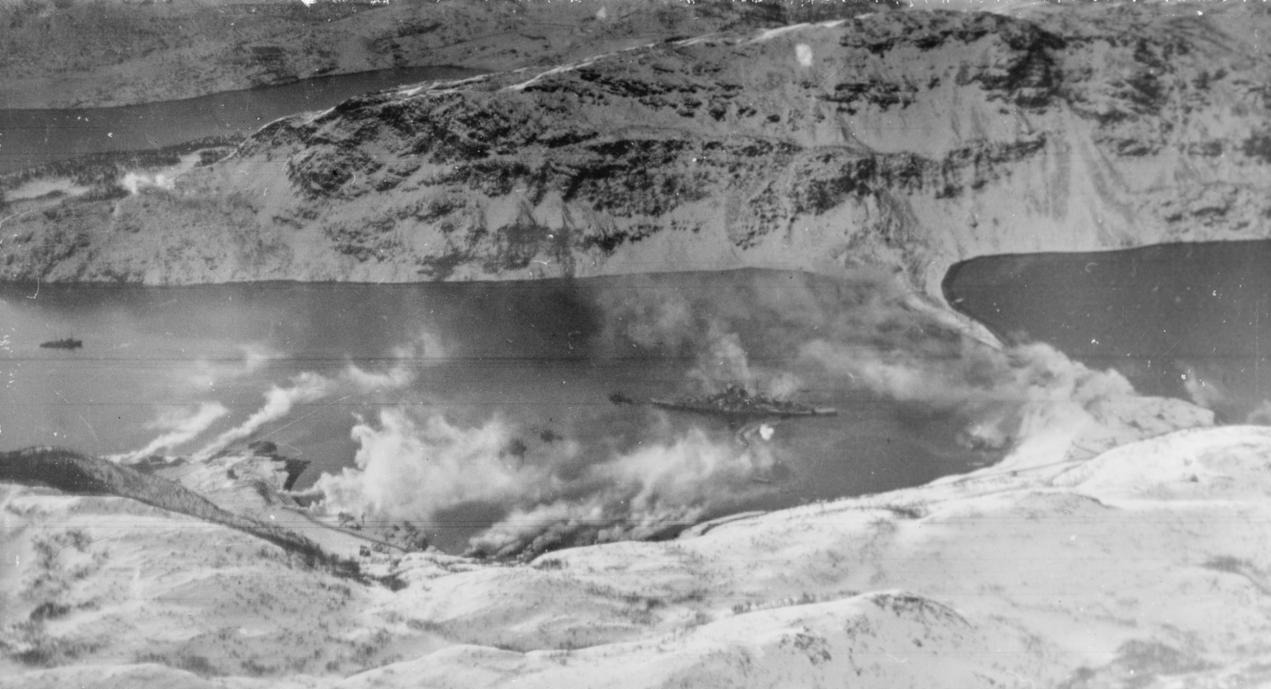
O Tirpitz ancorado no Fiorde de Kå, com uma neblina artificial sendo lançada

Vários ataques aéreos foram realizados contra o Tirpitz entre 1942 e 1943. Torpedeiros do porta-aviões HMS Victorious atacaram o couraçado em 6 de março de 1942 enquanto ele tentava interceptar o Comboio PQ 12, mas não conseguiram acertá-lo. Bombardeiros da Força Aérea Real e das Forças Aéreas Militares da União Soviética tentaram atacar o navio várias vezes em seus ancoradouros, mas fracassaram em infligir danos em todos os casos. Dois minissubmarinos britânicos da Classe X conseguiram penetrar as defesas ao redor do Tirpitz no Fiorde de Kå em 23 de setembro de 1943 durante a Operação Fonte, plantando explosivos na água abaixo dele. Este ataque causou enormes danos à embarcação e a deixou fora de serviço por seis meses.
A tarefa de afundar o Tirpitz foi passada para os porta-aviões da Marinha Real Britânica depois da Operação Fonte. Meses de preparações levaram a um ataque em 3 de abril de 1944 na Operação Tungstênio, realizada por vinte bombardeiros de mergulho Fairey Barracuda escoltados por quarenta caças. A tripulação do couraçado sofreu várias baixas, mas o navio em si não foi muito danificado. Ele mesmo assim ficou fora de ação por mais alguns meses enquanto os reparos eram finalizados.
A Frota Doméstica preparou mais quatro ataques entre abril e julho, mas o Tirpitz só foi atacado nestas três últimas operações. Os ataques foram prejudicados pela transferência de muitos aviadores após a Operação Tungstênio, com seus substitutos sendo menos experientes. O primeiro ataque foi a Operação Planeta em 21 de abril, mas ela foi cancelada três dias depois quando agentes noruegueses no Fiorde de Kå relataram condições climáticas ruins sobre a área. A Frota Doméstica tentou novamente em meados de maio naquilo que foi designado como Operação Musculoso. Uma força de 27 Barracudas escoltados por caças Vought Corsair e Supermarine Seafire decolaram dos porta-aviões Victorious e HMS Furious em 15 de maio, mas retornaram sem atacarem o alvo porque encontraram nuvens espessas sobre o fiorde. O ataque seguinte foi a Operação Garra de Tigre, iniciada no final de maio mas cancelada no dia 28 por clima ruim. A Operação Mascote foi marcada para meados de julho, pouco antes da retomada dos comboios para a União Soviética que tinham sido suspensos em abril com o objetivo de liberar navios para a invasão da Normandia. Uma força de 44 Barracudas e quarenta caças decolou em 17 de julho, mas descobriram que o Tirpitz tinha sido escondido por uma cortina de fumaça e assim o ataque fracassou em infligir danos ao couraçado.

## Preparações
O Tirpitz, sob o comando do capitão de mar Wolf Junge, continuou a se preparar para possíveis operações de combates nas semanas após a Operação Mascote. O navio realizou testes marítimos nas águas protegidas do Fiorde de Alta e foi para o mar entre 31 de julho e 1º de agosto para treinar junto com contratorpedeiros. Geradores de fumaça adicionais foram instalados ao redor do Fiorde de Kå para melhorar ainda mais as defesas da área. Estas atividades foram relatadas por espiões e o Almirantado Britânico interpretou isso como o Tirpitz sendo preparado para ataques contra comboios Aliados. Foi então decidido realizar mais ataques contra o navio em seu ancoradouro no Fiorde de Kå antes que os próximos comboios partissem. Na realidade, a Marinha de Guerra Alemã não estava planejando usar o couraçado ofensivamente porque ele estaria muito vulnerável às superiores forças navais e aéreas Aliadas em mar aberto. Em vez disso, a intenção era mantê-lo em serviço ativo com o objetivo de prender navios e aeronaves Aliadas na região.
O fracasso da Operação Mascote convenceu o almirante sir Henry Moore, o comandante da Frota Doméstica, que a principal aeronave de ataque do Ramo Aeronaval, o Barracuda, não era adequado para operações contra o Tirpitz. A velocidade lenta do avião dava aos defensores do fiorde tempo suficiente para cobrir o navio com uma cortina de fumaça entre o momento que o ataque era detectado e o momento que chegassem sobre área alvo, assim Moore concluiu que mais ataques com o Barracuda seriam inúteis. Entretanto, o Almirantado julgou que metralhar repetidas vezes o Fiorde de Kå com os Barracudas por um período de 48 horas talvez enfraquecesse as defesas alemãs e consumiria o combustível dos geradores de fumaça. Também foi considerado usar os bombardeiros de Havilland DH.98 Mosquito, que eram rápidos e tinham grande autonomia, a partir de porta-aviões em uma tentativa de alcançar um ataque surpresa, mas nenhuma destas aeronaves terrestres podiam ser desviadas dos bombardeios da Alemanha. Moore, apesar das suas reservas, concordou em realizar outro ataque contra o Tirpitz.
Os planos para o novo ataque envolveriam as aeronaves da Frota Doméstica atacando o Fiorde de Kå no decorrer de vários dias. Os caças envolvidos nos ataques anteriores tinham usados suas metralhadoras apenas para metralhar defesas alemãs, mas desta vez foi decidido que alguns dos caças seriam usados como bombardeiros de mergulho. Em preparação, dois esquadrões de Corsairs e um de Grumman Hellcats foram selecionados para participarem do ataque e foram treinados em táticas de bombardeiros de mergulho. Outro elemento novo do plano foi a decisão de usar aviões do Ramo Aeronaval para lançarem minas perto do Tirpitz e na entrada do fiorde. As minas jogadas próximas do navio seriam equipadas com espoletas de ação retardada, pois esperava-se que as explosões destas minas faria o couraçado mover-se para águas mais seguras e assim passar pelas minas na entrada do fiorde. Os esquadrões da Frota Doméstica realizaram exercícios de treinamento em Loch Eriboll, no norte da Escócia; o terreno desta área era compatível com aquele ao redor do Fiorde de Kå e o loch tinha anteriormente sido usado para esse mesmo propósito durante as preparações para a Operação Tungstênio.

## Forças
A frota da Operação Goodwood foi dividida em três grupos. Moore embarcou no couraçado HMS Duke of York, que zarpou junto com os porta-aviões Furious, HMS Indefatigable e HMS Formidable, mais dois cruzadores e catorze contratorpedeiros. A segunda força tinha os porta-aviões de escolta HMS Nabob e HMS Trumpeter, o cruzador pesado HMS Kent e um grupo de fragatas. Dois petroleiros escoltados por quatro corvetas navegaram separadamente para dar suporte aos outros dois grupos.
Os porta-aviões embarcaram o maior grupo que o Ramo Aeronaval já tinha reunido até então na guerra. A força principal tinha 35 Barracudas dos Esquadrões Aeronavais 820, 826, 827 e 828 a bordo dos três porta-aviões. Os Esquadrões Aeronavais 1841 e 1842 da Esquadrilha de Caças Navais 6 voaram do Formidable com trinta Corsairs. Um total de 48 Seafires foram designados para os Esquadrões Aeronavais 801, 880, 887 e 894 a bordo do Indefatigable e Furious. Além disso, os Esquadrões Aeronavais 1770 e 1840 operaram doze caças Fairey Firefly e doze Hellcats, respectivamente, a partir do Indefatigable. Os porta-aviões de escolta receberam ao todo vinte caças Grumman Avenger (responsáveis por lançarem as minas) e oito Grumman Wildcat; estes aviões foram divididos entre o Esquadrão Aeronaval 846 no Trumpeter e Esquadrão Aeronaval 852 no Nabob.
O ancoradouro do Tirpitz no Fiorde de Kå era fortemente defendido. Onze baterias de armas antiaéreas, várias embarcações antiaéreas e um sistema de geradores de fumaça capazes de esconder o couraçado ficavam ao redor do fiorde antes da Operação Tungstênio. Depois deste ataque foram estabelecidas estações de radares e postos de observação, enquanto o número de geradores de fumaça foi aumentado. As defesas aéreas do Tirpitz foram fortalecidas pela instalação de mais canhões de 20 milímetros, modificação de suas armas secundárias de 149 milímetros para que também pudessem ser usadas em alvos aéreos e recebimento de projéteis antiaéreos de 380 milímetros para a bateria principal. A Força Aérea Alemã tinha poucos caças em campos de pouso perto do fiorde e suas operações eram limitadas pela escassez de combustível.

## Ataques
A força de ataque da Operação Goodwood zarpou de suas bases em 18 de agosto. A operação foi planejada para que a Frota Doméstica também tivesse tempo de escoltar o Comboio JW 59, que deixou a Escócia no dia 15 em direção da União Soviética. A jornada para o norte foi tranquila e as forças se aproximaram da Noruega em 20 de agosto. O primeiro ataque tinha sido planejado para acontecer no dia seguinte, mas as condições climáticas do dia era inadequadas para operações de voo, assim Moore decidiu por um adiamento de 24 horas. Os alemães foram alertados da presença da frota britânica no dia 21, quando detectaram mensagens de rádio oriundas dos porta-aviões.

### 22 de agosto

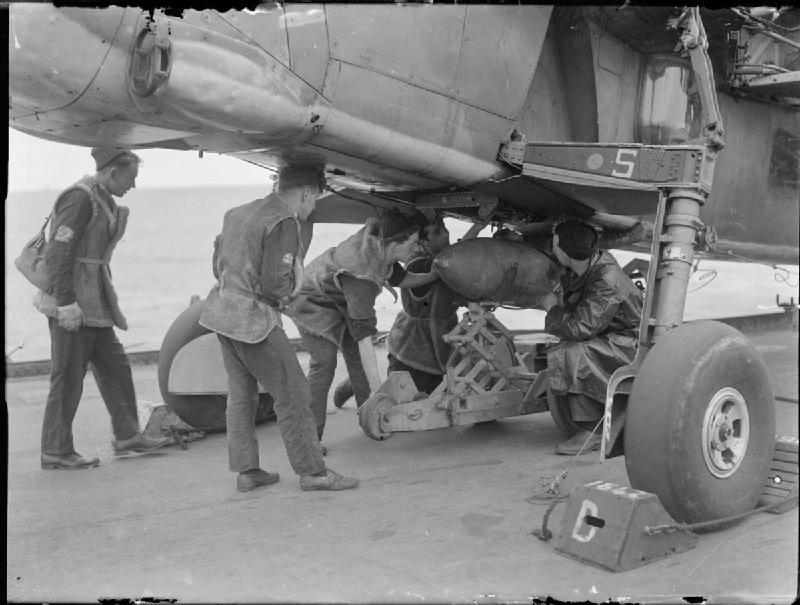
Um Barracuda sendo armado para o ataque contra o Tirpitz

O primeiro ataque foi lançado em 22 de agosto. As condições climáticas estavam ruins por causa de nuvens baixas, mas Moore decidiu lançar o ataque mesmo assim porque alguns dos navios estavam ficando sem combustível e logo precisariam se afastar da Noruega para reabastecerem. Uma força de 32 Barracudas, 24 Corsairs, onze Fireflies, nove Hellcats e oito Seafires foram laçados dos três porta-aviões. Nenhum Avenger foi lançado porque as condições climáticas eram inadequadas para a tarefa que iriam realizar. A parte do plano para lançar minas falharia caso as aeronaves não pudessem localizar o Tirpitz e elas teriam de lançar seus carregamentos no mar, pois os Avengers não podiam pousar em segurança com elas ainda presas e poucas minas estavam disponíveis.
Foi descoberto na aproximação que as nuvens estavam cobrindo os morros perto do Fiorde de Kå. Essas nuvens impediriam um bombardeio preciso, assim os Barracudas e Corsairs voltaram sem atacar. Os Fireflies e os Hellcats prosseguiram e aproximaram-se do fiorde abaixo do nível das nuvens. Eles alcançaram surpresa total e assim o navio não estava coberto com uma cortina de fumaça. Os Fireflies iniciaram seu ataque às 12h49min ao metralharem as armas antiaéreas ao redor do Tirpitz. Os Hellcats atacaram o couraçado dois minutos depois com nove bombas de 230 quilogramas, mas não acertaram. Enquanto voltavam para os porta-aviões, a força de ataque destruiu dois dos hidroaviões do couraçado em Bukta e seriamente danificaram o submarino U-965 em Hammerfest. Três Hellcats metralharam uma estação de rádio alemã em Ingøya, incendiando os edifícios e danificando as antenas. Os Seafires fizeram ataques de despiste na área de Banak e em uma base de hidroaviões, destruindo cinco aeronaves. Três aviões foram perdidos; um Hellcat e um Seafire foram abatidos, enquanto um dos Barracudas precisou amerrissar no mar do voo de volta.

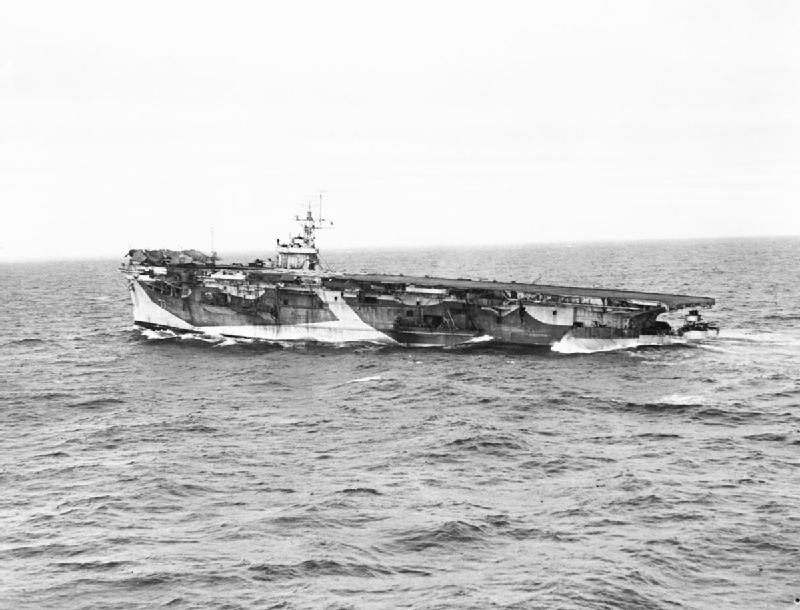
O Nabob danificado depois de ser torpedeado por um submarino

Os aviões foram recuperados e então boa parte da frota se afastou do litoral para reabastecer. O Formidable, Furious, dois cruzadores e vários contratorpedeiros navegaram em direção aos petroleiros, enquanto o grupo dos porta-aviões de escolta recuou para poderem reabastecer suas escoltas. O Nabob foi torpedeado às 17h35min pelo submarino U-354. Um torpedo causou danos sérios e matou 21 tripulantes, mas o navio mesmo assim conseguiu continuar com operações de voo limitadas. O U-354 pouco depois torpedeou a fragata USS Bickerton enquanto esta procurava pelo submarino. O Nabob foi forçado a voltar para a base de Scapa Flow naquela noite escoltado pelo Trumpeter, um cruzador e vários contratorpedeiros. O Formidable e o Furious deram cobertura para sua retirada; durante este período, o Furious também foi reabastecido pelos petroleiros. A partida dos dois porta-aviões de escolta fez com que o componente de lançamento de minas fosse cancelado. A popa do Bickerton foi destruído pelo torpedo, mas o navio potencialmente ainda poderia ser salvo. Entretanto, a fragata foi deliberadamente afundada por volta das 20h30min para que os esforços de resgate se focassem no Nabob. Pouco depois, Seafires abateram duas aeronaves de reconhecimento Blohm & Voss BV 138 Seedrache.
Oito Fireflies e seis Hellcats armados com bombas do Indefatigable atacaram o Fiorde de Kå à noite. A intenção era que este fosse o primeiro de uma série de pequenas ações para desgastar as defesas alemãs. As aeronaves não foram detectadas antes de chegarem às 19h10min e os Fireflies metralharam posições alemãs, matando um tripulante do Tirpitz e ferindo outros dez. Entretanto, as bombas não infligiram danos. Também atacaram navios e estações de radar na viagem de volta, danificando dois navios-tanque, um navio de suprimentos e um barco-patrulha. Nenhuma aeronave foi abatida.

### 24 de agosto
Neblina forçou o cancelamento das operações do Indefatigable em 23 de agosto, incluindo um ataque de despiste no Fiorde de Lang. Os outros dois porta-aviões e suas escoltas reencontraram o Duke of York e o Indefatigable próximos da Noruega na manhã do dia 24. As condições climáticas ainda estavam nebulosas, mas melhoraram o suficiente à tarde para permitir um novo ataque. A força tinha 33 Barracudas com bombas perfurantes de 730 quilogramas, 24 Corsairs (cinco dos quais com bombas de 450 quilogramas), dez Hellcats, dez Fireflies e oito Seafires. Os aviões, em uma tentativa de alcançarem surpresa, voaram de um ponto mais ao sul do que ataques em anteriores. Voaram paralelos ao litoral e então foram para terra, aproximando-se do Fiorde de Kå pelo sul. Uma estação de radar alemã detectou a força às 16h41min e imediatamente alertou o Tirpitz.

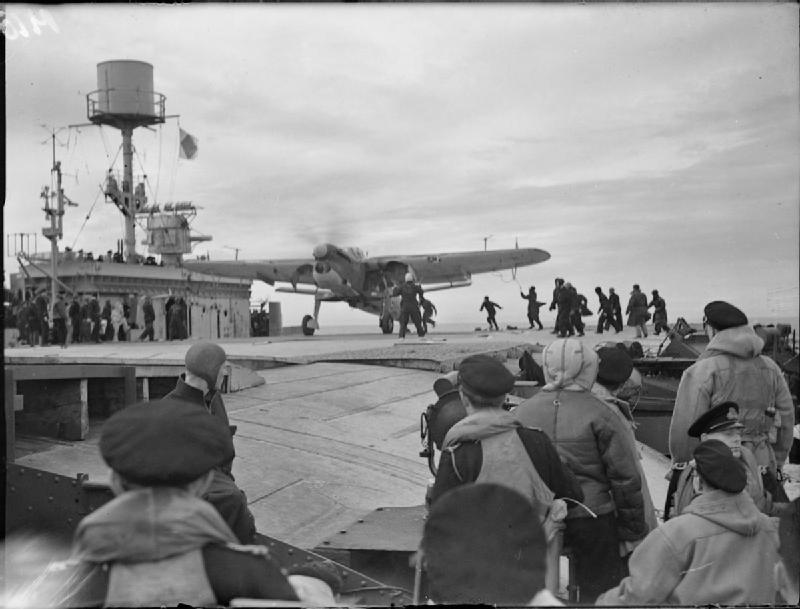
Um Barracuda pousando no Furious depois de um ataque contra o Tirpitz

O ataque começou aproximadamente às 16h00min. Os Hellcats e Fireflies, que estavam voando cinco minutos à frente do resto, inicialmente atacaram baterias antiaéreas. A cortina de fumaça do couraçado ainda não estava totalmente lançada no início do ataque, mas cobriu totalmente a embarcação antes dos Barracudas e Corsairs chegarem. Consequentemente, estes aviões fizeram um ataque cego, lançando suas bombas a uma altitude de 1,2 a 1,5 mil metros. Apenas duas acertaram. A primeira foi uma bomba de 230 quilogramas de um Hellcat que explodiu no topo da segunda torre de artilharia principal, destruindo uma montagem quádrupla de armas antiaéreas de 20 milímetros que ficava no teto da torre, mas não causou danos significativos à torre em si. A segunda bomba era uma de 730 quilogramas que penetrou cinco conveses, matou um tripulante na sala de rádio e parou perto de uma sala de interruptores elétricos. Esta bomba não explodiu e especialistas em desarme alemães depois determinaram que ela estava apenas parcialmente preenchida com explosivos. O relatório alemão do ataque considerou que a bomba teria causado danos "imensuráveis" caso tivesse detonado. Os caças também atacaram outros navios e instalações na área do Fiorde de Kå, danificando dois barcos-patrulha, um draga-minas e uma estação de radar, bem como destruindo um depósito de munições e três canhões da bateria antiaérea. O último hidroavião sobrevivente do Tirpitz foi atacado em Bukta e danificado além da qualquer possibilidade de reparo. Quatro Corsairs e dois Hellcats foram abatidos durante o ataque, enquanto o couraçado sofreu oito mortos e dezoito feridos. As baixas entre as unidades antiaéreas no fiorde foram altas.
Dois Fireflies realizaram uma surtida de reconhecimento fotográfico às 19h30min com o objetivo de sondarem os resultados do ataque. Sua presença fez os alemães gerarem outra cortina de fumaça e disparassem uma intensa barragem antiaérea. Em uma ação separada no mesmo dia, o U-354 foi afundado perto da Ilha do Urso por um torpedeiro Fairey Swordfish lançado pelo porta-aviões de escolta HMS Vindex, que estava escoltando o comboio JW 59. O comando alemão no Fiorde de Kå julgou que o ataques de 24 de agosto tinha sido "sem dúvidas o mai pesado e mais determinante até então", pedindo que unidades de caça fossem transferidas do norte da Finlândia a fim de fortalecerem as defesas aéreas da região. Este pedido foi recusado dois dias depois pelo quartel-general da Força Aérea por conta das demandas dos caças alemães na época.
Vendavais e neblina impediram que os britânicos realizassem mais ataques entre 25 e 28 de agosto. O Indefatigable, Formidable, dois cruzadores e sete contratorpedeiros reabasteceram dos petroleiros no dia 25. Esses cruzadores foram depois destacados da força e retornaram sozinhos para Scapa Flow. O Duke of York, Furious, outro cruzador e cinco contratorpedeiros também viajaram para as Ilhas Feroe a fim de reabastecerem suprimentos. O Furious transferiu dois Barracudas e dois Hellcats para o Indefatigable e então deixou a frota. O Furious, o mais antigo dos três porta-aviões, foi considerado que não era mais capaz de operações e assim retornou para a Scapa Flow das Ilhas Feroe junto com um cruzador e vários contratorpedeiros. O Duke of York e os contratorpedeiros restantes juntaram-se ao resto da Frota Doméstica ao norte da Noruega em 29 de agosto. A equipe de manutenção dos porta-aviões trabalhou durante esses dias para reparar as aeronaves que tinham sido danificadas no ataque do dia 24.
O Comboio JW 59 chegou em Kola, no norte da União Soviética, em 25 de agosto. O comboio foi atacado por submarinos entre 20 e 24 de agosto, com suas escoltas e aviões afundando dois submarinos. Todos os navios mercantes chegaram em segurança, com a única perda tendo sido a chalupa HMS Kite, afundada pelo U-344 no dia 21.

### 29 de agosto

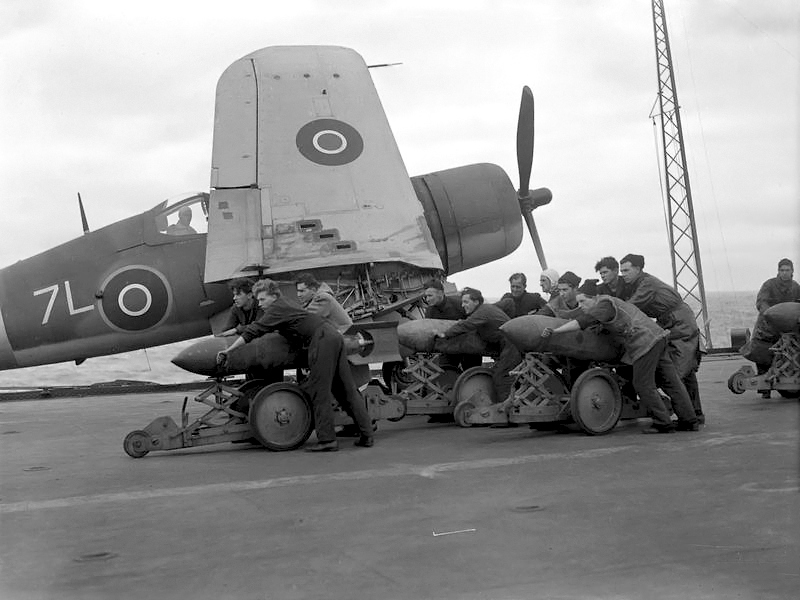
Bombas sendo movidas antes de serem armadas nos Barracudas

O último ataque foi realizado em 29 de agosto. A força consistia em 26 Barracudas, dezessete Corsairs (dois dos quais estavam armados com bombas de 450 quilogramas), dez Fireflies e sete Hellcats. Sete Seafires realizaram um ataque de despiste em Hammerfest. Quatro dos Hellcats estavam armados com bombas de indicação de alvo com o objetivo de dar aos bombardeiros pontos de mira mais precisos assim que a cortina de fumaça fosse gerada ao redor do Tirpitz. Os aviões começaram a ser lançados às 15h30min.
Os britânicos não conseguiram chegar de surpresa. Estações de radar alemãs estavam rastreando as patrulhas aéreas da Frota Doméstica, com os Seafires sendo detectados às 16h40min a 87 quilômetros do Fiorde de Kå. Os geradores de fumaça foram acionados e os defensores do fiorde foram para suas posições de batalha. A chegada das principais aeronaves de ataque foi adiada por ventos mais fortes do que o esperado e por um erro de navegação, com elas só chegando na área às 17h25min. Nesta altura o Tirpitz já estava coberto por uma espessa cortina de fumaça e nenhum aviador conseguiu avistar o navio. Os Barracudas e Corsairs foram obrigados e lançarem suas bombas às cegas no fiorde; nenhuma delas acertou o couraçado, porém seis de seus tripulantes foram feridos por fragmentos de quase acertos. Navios e baterias antiaéreas novamente dispararam contra os aviões, mas dano significativo algum foi infligido. A artilharia antiaérea do Tirpitz foi direcionada por observadores em uma montanha perto do Fiorde de Kå e ela conseguiu abater um Corsair e um Firefly.
A Frota Doméstica foi para oeste depois do ataque para dar cobertura ao Comboio RA 59A, que tinha deixando a União Soviética no dia anterior rumo ao Reino Unido. O Indefatigable e três contratorpedeiros foram destacados no dia 29 para voltarem a Scapa Flow, com o Formidable e dois contratorpedeiros fazendo o mesmo 24 horas depois. O Duke of York e seis contratorpedeiros permaneceram em patrulha até às 11h00min de 1º de setembro, quando foi considerado que o comboio estava seguro o bastante.
No geral, as baixas do Ramo Aeronaval durante a Operação Goodwood foram de quarenta aviadores mortos e dezessete aeronaves destruídas. Foi considerado que o Nabob tinha sido danificado além de qualquer possibilidade econômica de reparo, assim ele foi tirado do serviço. Do lado alemão, o Tirpitz sofreu apenas danos superficiais.

## Consequências
Os britânicos interceptaram transmissões codificadas alemãs após o último ataque que afirmavam que o couraçado não tinha sido danificado significativamente. A Marinha Real afirmou publicamente que tinha afundado ou danificado dezenove embarcações alemãs durante os ataques ao Fiorde de Kå, mas não relatou danos ao Tirpitz.
Os planejadores da Marinha Real decidiram ainda durante os últimos dias da Operação Goodwood que o Ramo Aeronaval não realizaria mais ataques contra o fiorde. Os planejadores finalmente aceitaram o fato de que os alemães eram capazes de cobrir o Tirpitz com uma cortina de fumaça antes dos Barracudas conseguirem alcançá-lo e que essas aeronaves não eram capazes de carregar bombas grandes os bastante para infligir danos significativos. Mais considerações foram dadas para fazer um ataque com Mosquitos lançados de porta-aviões, mas esses bombardeiros ainda eram escassos e no final foi julgado que eles não eram adequados para a tarefa. Além disso, existia a necessidade cada vez maior de transferir os porta-aviões para o Oceano Pacífico a fim de fortalecer a contribuição do Reino Unido para a guerra contra o Japão.
O Tirpitz ainda era considerado uma ameaça para os comboios, assim o Comitê dos Chefes do Estado-Maior e o general estadunidense Dwight D. Eisenhower, o Supremo Comandante Aliado da Força Expedicionária Aliada, decidiram no final de agosto que mais ataques seriam feitos pelos bombardeiros pesados da Força Aérea Real. Uma força de bombardeiros Avro Lancaster atacou o Fiorde de Kå em 15 de setembro depois de reabastecerem no norte da União Soviética, infligindo danos irreparáveis ao Tirpitz. Este então foi transferido para um novo ancoradouro perto de Tromsø a fim de ser usado como uma bateria costeira imóvel. Outro ataque ocorreu em 29 de outubro e causou apenas danos leves. Um terceiro ataque foi realizado em 12 de novembro e desta vez o couraçado foi atingido por bombas Tallboy que o fizeram emborcar e afundar.
Historiadores consideraram que a Operação Goodwood foi um fracasso. O capitão Stephen Roskill, historiador oficial britânico, afirmou em 1961 que os ataques marcaram o fim de uma "série de operações cujos resultados só podem ser classificados como intensamente decepcionantes". Ele considerou que a possibilidade de afundar o Tirpitz era "remota" por causa das deficiências dos Barracudas e seu armamento. O historiador Norman Polmar argumentou em 1969 que a Operação Goodwood foi "talvez o fracasso mais marcante do [Ramo Aeronaval] durante a Segunda Guerra Mundial e pode ser atribuído diretamente à falta de aeronaves eficazes – os Barracudas eram muito lentos e não podiam carregar bombas grandes o bastante para realizar ataques eficazes". O historiador Mark Evans considerou em 1999 que os resultados da Operação Goodwood foram "patéticos", enquanto o historiador Patrick Bishop concluiu em 2010 que "a maior operação do Ramo Aeronaval na guerra ... terminou em fracasso".